# Jean Wiertz
Johan Peter Hubert Marie (Jean) Wiertz (Schaesberg, 23 juni 1959) is een Nederlandse componist, docent en onderwijsbestuurder. Sinds 23 maart 2024 is hij de voorzitter van het CDA.

## Loopbaan
Wiertz volgde zijn opleiding aan het conservatorium te Maastricht en aan de Universiteit Utrecht. Hij werd vooral bekend als componist/arrangeur voor de VARA, de KRO, de NOS en organisaties als Amnesty International en de Doe een Wens-stichting. Ook was hij de componist van de Rotterdamse succesmusicals Kaat Mossel (1992) en Mooi Katendrecht (1994), beide met Joke Bruijs in de hoofdrol. In zijn compositie De Overwinning (2002) vertolkte Wiertz het artistieke leven van de kunstschilder Vincent van Gogh. Wiertz was tevens werkzaam in het voortgezet onderwijs als muziekdocent en als schoolleider.
Op 30 september 2011 werd hij door het stadsbestuur van de gemeente Rotterdam onderscheiden met de Erasmusspeld vanwege zijn jarenlange verdiensten voor de Rotterdamse samenleving.
Wiertz is per 1 januari 2018 rector van het Sint-Janslyceum in Den Bosch.
Op 23 maart 2024 werd Wiertz aangesteld als partijvoorzitter van het CDA.